# Region Tumbes
Region Tumbes – jeden z 25 regionów w Peru. Stolicą jest miasto Tumbes.

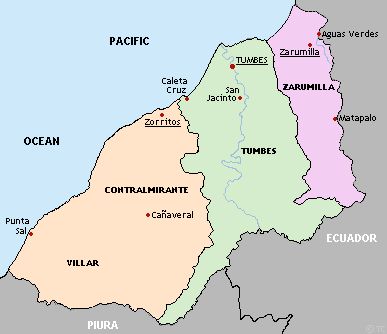
Mapa regionu

## Podział administracyjny regionu
Region Tumbes podzielony jest na trzy prowincje, które obejmują 13 dystrykty.
| Prowincja             | Stolica prowincji | Liczba dystryktów | UBIGEO |
| --------------------- | ----------------- | ----------------- | ------ |
| Tumbes                | Tumbes            | 6                 | 2401   |
| Contralmirante Villar | Zorritos          | 3                 | 2402   |
| Zarumilla             | Zarumilla         | 4                 | 2403   |